# 春日井市立東部中学校
春日井市立東部中学校（かすがいしりつ とうぶちゅうがっこう）は、愛知県春日井市篠木町六丁目にある公立中学校。篠木小学校、篠原小学校、八幡小学校の児童が入学している。

## 沿革
- 1948年（昭和23年）4月 - 開校。当初は篠木小学校の一部を借りていた。
- 1964年（昭和39年）7月 - プール竣工。
- 2006年（平成18年）- 教室に扇風機設置。
- 2008年（平成20年）- 60周年、それにちなみ記念植樹。「校歌レリーフ」設置。
- 2013年（平成25年）- かつての卒業生たちが朝会を開く。
- 2015年（平成27年）- 教室にエアコン設置。
- 2017年(平成29年) -70周年、それにちなみ航空写真撮影。

## 概要
- 近年、全国大会に進出するほどの目覚ましい活躍をする部活動はない。
- 昭和62年に女子ソフトテニス部が全国大会で団体優勝した実績があり、後年も東海大会などで活躍した。
- 平成４年に沼津市立第五中の岩崎恭子がバルセロナ五輪金メダルに輝いた年、本校女生徒が平泳ぎで全国８位であった。
- 父親相互のふれあいや家庭教育力の向上を目指した「親父の会」があり保護者との連携に力を入れている。
- 春日井市で一番早く建てられた中学校である。
- 2013年本校男子生徒が水泳のジュニアオリンピックで全国3位であった。
- 現在東部中がある場所はかつて中部中であったが、東部中／西部中の創立時に中部中が移転して跡地が東部中となった。
- 春日井市内の小中学校で最も古いプールの竣工時には、ベルリン五輪金メダリストの兵藤秀子さんが来校され泳ぎ初めをされた。
- プールが9コースある。
- 学校内を市道が通っている。校舎とグラウンドには高低差があり、境目の歩道（正門から東通用門まで）を地域住民が通行する。
- グラウンド南側の松林では石器発掘が可能で、かつては郷土研究部が活動していた。
- 本校在任中の教諭（当時）が参加する市民グループが国会図書館において第二次世界大戦中に模擬原爆投下した米軍資料を発見。

## 校訓
- 最善を尽くせ

## 校章
昭和23年の開校当時に制定されたものである。当時の教官であった伊藤太一先生の作品である。ペンは、よく学ぶ生徒を目指し、篠木の丘に生えている篠笹のごとく生き抜く生徒を目指して取り入れた図案である。また、純情、潔白を表すために「東中」を白抜きで書いてある。白線を男子の帽子、女子のスカートに取り入れたのは昭和26年度からのことである。

## 校舎
校舎は4棟ある。4棟とも3階建てである。南から順に1,2,3,4号棟と呼ばれている。校舎で学年が分かれており（例外あり）、年度ごとに入れ替わることは基本的にない。
1年生が2号棟2・3階と4号棟1階、2年生が4号棟2・3階、3年生が3号棟2・3階を使用している。1号棟は主に校長室、職員室、会議室があり、ほかにコンピュータ室や木工室・金工室などの副教科の教室がある。
本校3号棟が春日井市内で最も古い鉄筋校舎である。
ちなみに三号棟の三階の廊下の天井には穴があいている。←前に見に行ったが、穴は無くなっていた。2017年度現在は3号棟のみ正方形タイルではなく床が細長い木が組合わさってで来ている。2024年度現在はリニューアル工事のため様々な教室が移動されている。

## 生徒会
役員は会長1名、副会長2名、書記2名、会計1名となっている。それぞれ全生徒の無記名投票によって選出され、任期は6ヶ月となっている。

### 活動
- 生活目標宣言（全校生徒が自分の学校生活を振り返りカードに目標をかく。）
- 緑の羽根募金（園芸委員と評議員が中心となっている。）
- 公園清掃活動（ボランティア部が中心となって、周辺の公園を草取りを行っている）
- リメンバーアート
- ペットボトルキャップ（毎月「5」のつく日）、アルミ缶（毎月「0」のつく日）回収
- 1・2学期に一度ある土曜参観の日には午後に地域の資源回収（新聞紙・雑誌・アルミ缶）を行っている。

## 部活動
文化部
- 吹奏楽（男女）
- 美術（男女）
- 学芸（男女）
- ボランティア（男女）
- 家庭科（男女）

運動部
- バスケットボール（男女）
- ソフトテニス（男女）
- 剣道（男女）
- 水泳（男女）
- 卓球（男女）
- サッカー（男子）
- 野球（男子）
- 陸上（男女）
- 柔道（男女）
- バレーボール（女子）
- バドミントン（男女）

## 学級編成
- 第1学年 6クラス
- 第2学年 5クラス
- 第3学年 5クラス
- 特別学級 2クラス
- 計19クラス（2021年4月8日現在）
- クラスはアルファベットではなく数字で表されている。
- 校章と長方形を組み合わせたバッジをつける。長方形の色は学年カラー(赤・青・緑)、そこに記載された数字でクラスが識別できる。

## 行事
- 不定期 - 野外学習、修学旅行、募金、資源回収
- 1月 - 始業式、中間テスト、学年末テスト(3年生)、職場体験
- 2月 -卒業生を送る会、学年末テスト
- 3月 - 卒業式・修了式
- 4月 - 入学式兼始業式 離任式・就任式、全国学力テスト
- 5月 -中間テスト
- 6月 -期末テスト
- 7月 - 終業式
- 8月
- 9月 - 始業式、実力テスト、体育祭
- 10月- 中間テスト、文化祭、合唱コンクール、作品展、芸術鑑賞
- 11月 -実力テスト(3年生)、期末テスト
- 12月- 終業式

## 校歌
近藤 一一作詞、田村範一作曲、上岡洋一編曲。
この校歌は、昭和26年10月22日（1952年）開校4年目に制作された。集会では基本的に1番と3番を歌っている。 

## 呼称
- 春日井市民は「とうちゅう」と呼ぶことが多い。

## 学校付近
- 春日井市立篠木小学校
- 春日井市立第三保育園
- 関田公園
- 地蔵川
- バッティングセンターラララ

## 最寄駅
- JR中央線春日井駅